# 니키 번
니키 번(Nicky Byrne, 1978년 10월 9일 ~ )은 아일랜드의 가수로, 웨스트라이프의 일원으로 활동하였다. 웨스트라이프의 멤버가 되기 전에는 축구 선수로 유명했다. 웨스트라이프 해체 후 첫 솔로앨범인 Sunlight(2016)를 발표해 활동 중이다.